# Himalaya – Dzieciństwo wodza
Himalaya – Dzieciństwo wodza (fr. Himalaya – l'enfance d'un chef) – dramat przygodowy z 1999 roku w reżyserii Érica Valliego, będący jego pełnometrażowym debiutem. Wyprodukowany w koprodukcji francusko-brytyjsko-nepalsko-szwajcarskiej.

## Opis fabuły
Epicka opowieść o rywalizacji. Na wysokości 5000 metrów, w sercu Himalajów, w małej wiosce Dolpo, stary przywódca Tinle właśnie stracił syna, który zginął w górach. Obarczając za to winą młodego Karmę, Tinle zakazuje mu prowadzenia karawany z ładunkiem soli. Jednak Karma nie słucha słów szamana i wbrew niemu wyrusza z drogocennym ładunkiem w drogę.

## Obsada
- Thilen Lhondup jako Tinle
- Gurgon Kyap jako Karma
- Lhkapa Tsamchoe jako Perma
- Karma Wangel jako Passang
- Karma Tensing jako Norbou/Urgien
- Labrang Tundup jako Labrang
- Jampa Kalsang Tamang jako Jampa
- Dorjee Tsering jako Rabkie
- Rapke Gurung jako Tundup